# 뷔페

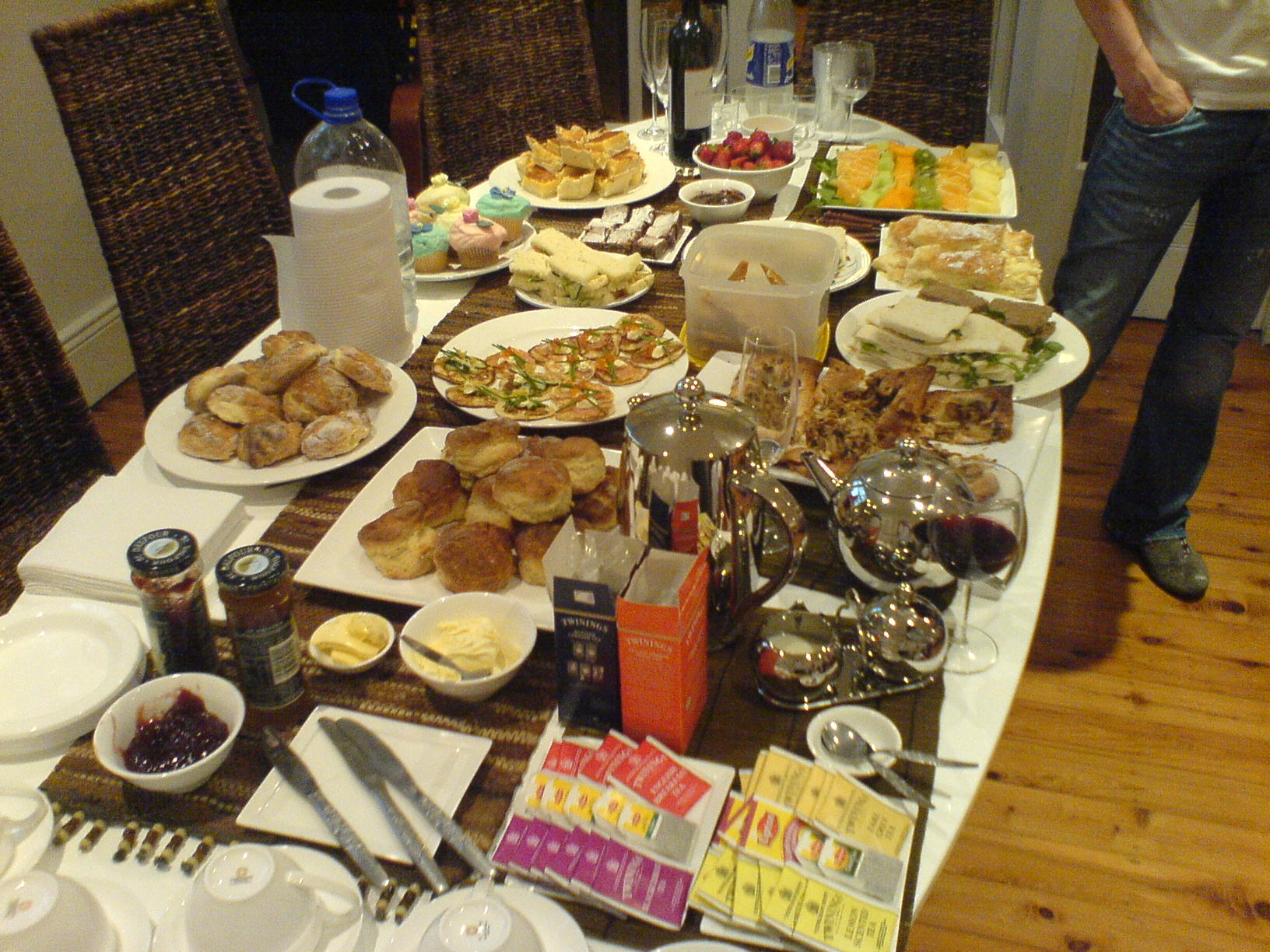
스웨덴의 뷔페집

뷔페(영어: buffet)는 여러 가지 음식을 늘어놓고 먹는 사람이 먹을만큼 덜어 먹게끔 되어 있는 자유로운 식사 방식이다. buffet란 단어는 sideboard(주방에서 쓰는 작은 찬장 또는 식기대)를 의미하는 프랑스어 buffet에서 유래되었다. 뷔페는 호텔과 결혼식장 등 많은 사람들이 모여 식사할 경우에 흔히 이용된다. 최근에는 음식점 변화로 패밀리 레스토랑과 일부 고급 음식점에서도 뷔페와 유사한 샐러드바라는 개념으로 뷔페를 운영하고 있다. 뷔페의 특성상 여러 번 가져다 먹어도 예의에 전혀 어긋나지 않는다.
뷔페는 바이킹에 의해 시작되었는데, 이들은 다양한 음식을 늘어놓고 먹고 싶은 만큼 덜어 먹었다. 현대 시대의 뷔페는 18세기 프랑스 황실에서 시작되어 이후 영국 황실에서도 널리 퍼졌으며, 러시아 황실과 독일 황실 등 유럽 대륙 전역에 널리 퍼졌다. 뷔페는 유럽 대륙 전역에 널리 퍼지고 나서 미국과 중국 등의 다른 나라들에도 널리 퍼져 나갔다. 근대 시대 당시 뷔페가 전 세계적으로 널리 퍼져나갈 무렵, 미국과 중국도 황실 주도로 뷔페가 널리 퍼져나갔으며, 현대 시대에 이르러 대중적으로 발전하게 되었다. 참고로 미국과 중국의 경우는 사람이 많고 면적이 넓은 대도시의 경우는 건물 구역마다 뷔페가 있으며, 매일 발 디딜 틈이 없을 정도로 뷔페에 사람들이 넘쳐날 정도로 인기가 매우 많다.

## 미국의 뷔페
조지 워싱턴이 대통령의 자리에 올라 미국을 건국할 시점에, 유럽 대륙에서 선진 문물을 많이 배워와서 대통령에 한해서 미국 전역에 뷔페를 운영하였다. 그러나 특성상 미국은 기후가 좋지 않은 지역이 거의 대부분이고 농작물이 골고루 잘 자라지 않는 페널티를 가지고 있다. 그리고 축산물과 수산물도 일부 제한적으로 생산된다는 것도 있다.
하지만 미국은 여러 국가와 무역을 적극적으로 시행하여, 마침내 강대국의 위치에 군림하였다. 그 결과 기존 아메리카 대륙에 산재한 밀과 소와 고등어 등의 농산물과 축산물과 수산물 등에 국한된 미국의 뷔페는, 점차 크게 발전하여 쌀과 보리와 돼지와 닭과 갈치 등을 적극적으로 수입하여 뷔페 운영을 뛰어나게 잘 해 나가기 시작한다. 처음에는 뉴욕과 샌프란시스코와 워싱턴 D.C.와 로스앤젤레스와 시애틀과 시카고 등의 대도시에 국한되었지만, 이러한 발전 덕분에 나머지 도시들에도 뷔페 문화가 널리 퍼졌다.
또한 뷔페 메뉴들도 상당히 발전해 나갔는데, 자신의 서양 음식들(빵 문화) 뿐만 아니라 동양 음식들(쌀 문화)의 보급에도 정부가 직접 크게 힘써 뷔페의 발전을 위해서 항상 노력하고 있다. 그 중 중국 음식이 가장 인기가 좋으며, 자장면과 짬뽕과 탕수육과 팔보채 등도 뷔페 메뉴에 포함될 정도로 인기가 상당히 높다.
미국인들의 경우는 거의 대부분이 앵글로색슨 족과 바타비아 족과 유태 족이 많은 관계로, 고객들을 위해서 항상 크게 신경을 쓰는 경향이 있다. 특히 유태 족의 경우 뷔페 운영을 함에 있어서 고객들의 불만이 없게 상당히 노력하는 편이며, 유태 족이 운영하는 뷔페 식당은 항상 전 세계적으로 인기가 높아 발길이 끊이지 않고 있는 실정이다.

## 중국의 뷔페
아편 전쟁으로 근대화의 시기에 돌입한 중국은 유럽 대륙으로부터 선진 문물을 받아들이기 시작한다. 이 과정에서 식사 문화인 뷔페가 황실 주도로 널리 자리잡기 시작한다.
처음에는 아이신기오로 민닝이 대황제의 자리에 있을 당시 황실에 한해서 제한적인 뷔페 운영을 하도록 했지만, 인기가 매우 많았던 덕분에 점차 대중화되었다. 그러나 뷔페는 당시 중국의 식사 예절과 전혀 다르다 하여 한때 서양 문물을 배척하던 의화단 운동 시절에는 뷔페 문화가 퇴색되기까지 했다.
결국 신해혁명 이전까지는 뷔페 문화가 퇴색되었고, 이후 서양의 선진 문물을 받아들인 학자들에 의해 다시 뷔페 문화를 창성하자는 목소리가 높아졌다.
중국의 경우도 기후가 좋지 않은 지역이 거의 대부분이고 농작물이 골고루 잘 자라지 않는 페널티를 가지고 있다. 그리고 축산물과 수산물도 일부 제한적으로 생산된다는 것도 있다. 그러나 고대 시대부터 중국은 황실 주도하에 적극적으로 농업과 축산업과 수산업 등을 발전시켰기 때문에, 이러한 염려에도 불구하고 오히려 농작물과 축산물과 수산물 등이 남아 도는 잉여 작물들이 넘쳐나기 시작했다. 현재까지 거의 대부분의 중국 뷔페는 이러한 잉여 작물들을 이용한 음식을 차린 뷔페들이 많이 있다. 하지만 국제화 시대에 뒤떨어진다는 이유로 정부에서는 베이징과 난징과 뤄양과 청두 등의 대도시를 거점으로 최고로 엄선된 농작물과 축산물과 수산물 등을 이용한 뷔페 식당을 많이 보급하여 자국인들 뿐만 아니라 외국인들을 위해서 배려하는 그러한 정책을 펼치고 있다.

## 뷔페의 종류
뷔페는 의외로 분야별 뷔페가 존재한다.
- 종합뷔페: 사람들이 흔히 알고 있는 뷔페이다.
- 한식뷔페: 주로 기사식당이 이런 형태이다.
- 일식뷔페: 주로 초밥 위주의 뷔페이다.
- 고기뷔페: 고기를 주제로 한 뷔페이다.
- 딸기뷔페: 딸기를 주제로 한 뷔페이다.

## 같이 보기
- 호지지우